# 棒二荻野呉服店
棒二荻野呉服店（ぼうにおぎのごふくてん）は、北海道函館市にあった日本の百貨店である。

## 歴史・概要
1882年（明治15年）に滋賀県神崎郡（後の栗見荘村。その後八幡村を経て能登川町となった後、現・東近江市）出身の荻野儀平が北海道上磯戸切地で棒二荻野商店として創業し、呉服を扱ったのが始まりである。
1889年（明治22年）に上磯店を閉じて函館市弁天町に棒二荻野呉服店を開業し、函館進出を図った。
その後店舗を地蔵町に移して正札販売で売上を伸ばして函館随一の店舗に成長し、1923年（大正12年）には和洋小間物、化粧品、玩具、貴金属類などに品揃えを拡張して百貨店化し、1926年（大正15年）に新館を増床して呉服以外を扱う雑貨部を拡大した。
1926年（大正15年）12月には専属自動車による最低料金を謳った広告を打つなど、ライバルの金森森屋百貨店の送迎バスに対抗し、札幌から進出してきた今井商店（現在の丸井今井）函館店と共に函館で三つ巴の百貨店競争を繰り広げた。さらに1931年（昭和6年）10月2日にはシャンデリアのある催事場や食堂、エレベーターなどを装備した4階建500坪を超える大規模な新店舗に全面的な建て替えを行って本格的に百貨店化し、
都会モダニズムを代表する百貨店の一つとして市民に広く親しまれただけでなく、「拾銭均一店（テンセンストアー）」部門もあって庶民的な良品廉価の店舗としても知られていた。
1934年（昭和9年）3月21日の函館大火で店舗が全焼した後仮店舗で営業を復活させたが、将来的な函館駅前発展を見込んで店舗の移転・拡張を目指して1936年（昭和11年）6月12日にライバルの金森森屋百貨店と合併して棒二森屋を設立し、店舗は棒二森屋地蔵町店となって棒二荻野呉服店としての歴史に終止符を打った。